# Хюттлинген (Вюртемберг)
Хюттлинген (нем. Hüttlingen) — община в Германии, в земле Баден-Вюртемберг.
Подчиняется административному округу Штутгарт. Входит в состав района Восточный Альб. Население составляет 5864 человека (на 31 декабря 2010 года). Занимает площадь 18,71 км².
- Хюттлинген (Вюртемберг)